# Чумацтво

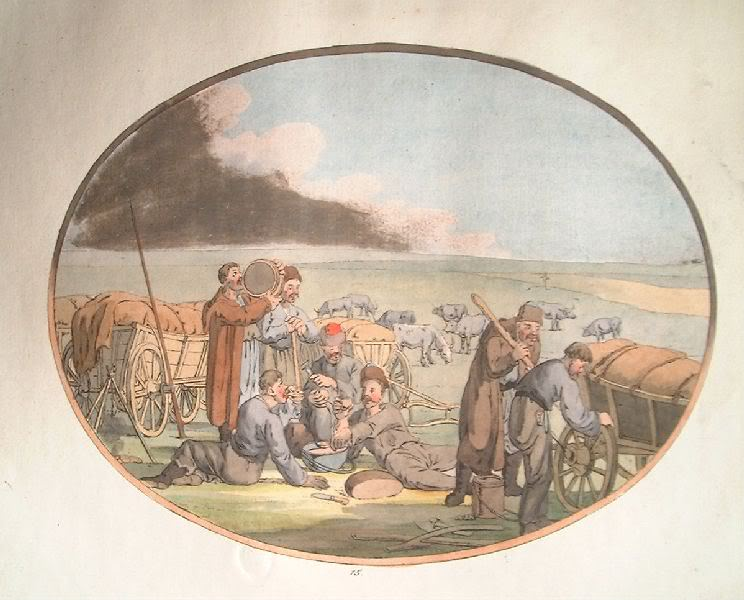
Чумаки, 1804 рік

Чума́цтво, чумакува́ння — купецький, торговельно-візницький промисел українців на землях Великого Степу від XV століття до середини XIX століття. Чумаки є правонаступниками і продовжувачами купецьких торгових традицій Заходу і Сходу, Європи і Великого Степу, Київської Русі і Монгольської імперії. Осіб, які займалися чумакуванням, називали чумаками, купцями (у XV-XVI століттях — «солениками», інколи «коломийцями» («коломійцями»).
Чумацтво було найпоширенішою підприємницькою діяльністю в Україні серед різних суспільних верств впродовж XV—XIX століть, сутність якої полягала в транспортуванні різноманітних товарів артільним способом (воловою чи гужовою 
валкою), а також — у гуртовій або роздрібній торгівлі цими товарами з метою отримання прибутку.
Чумацтво бере витоки з караванної торгівлі часів Київської Русі і вичерпує себе з впровадженням залізниць у XIX столітті. Як важлива складова господарського життя на всіх історичних етапах воно мало велику комерційну вагу, було симбіозом торгівлі і транспорту, невід'ємною інфраструктурою економіки, унікальним національним явищем.

## Етимологія

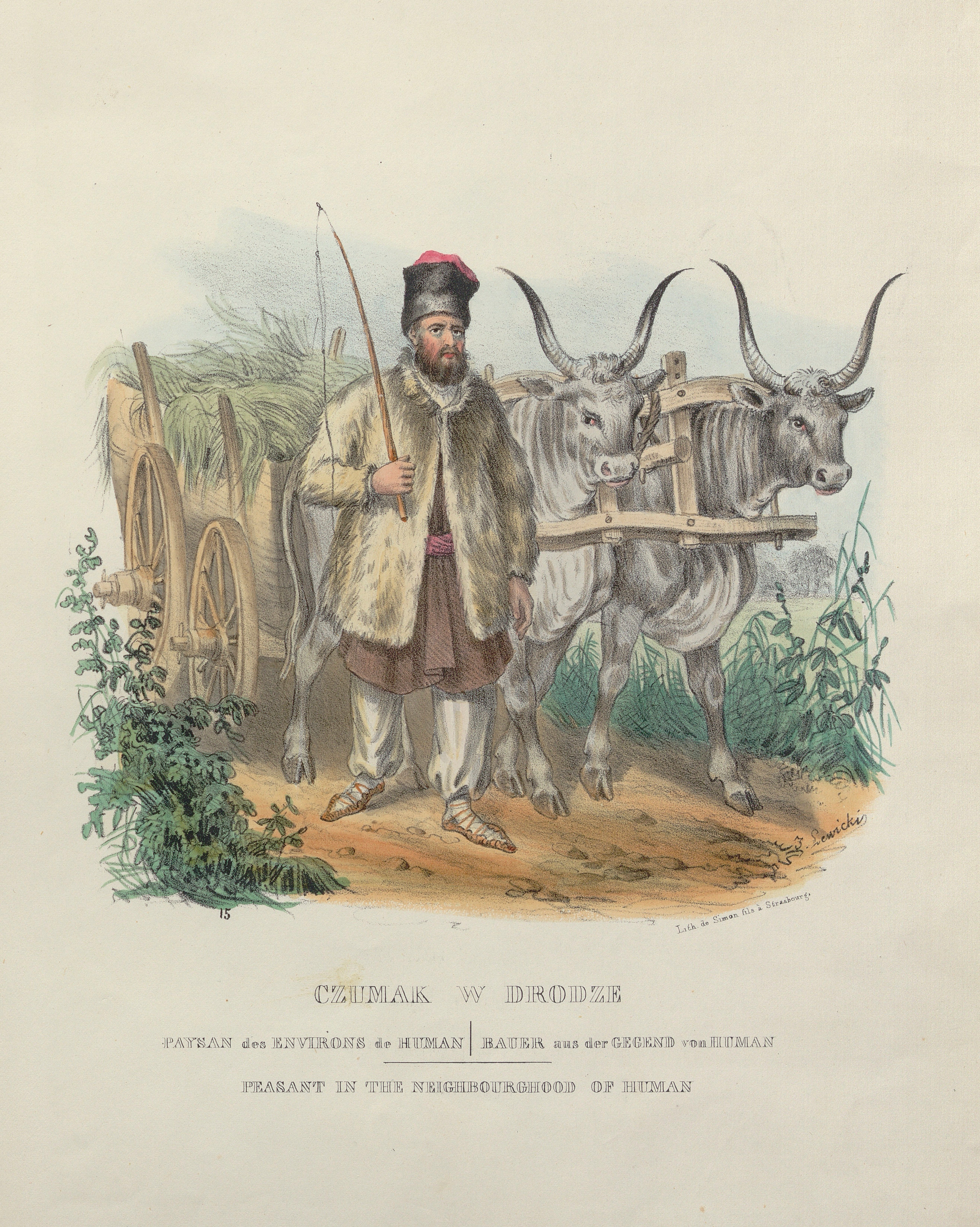
Чумак з околиць Умані, 1841 рік

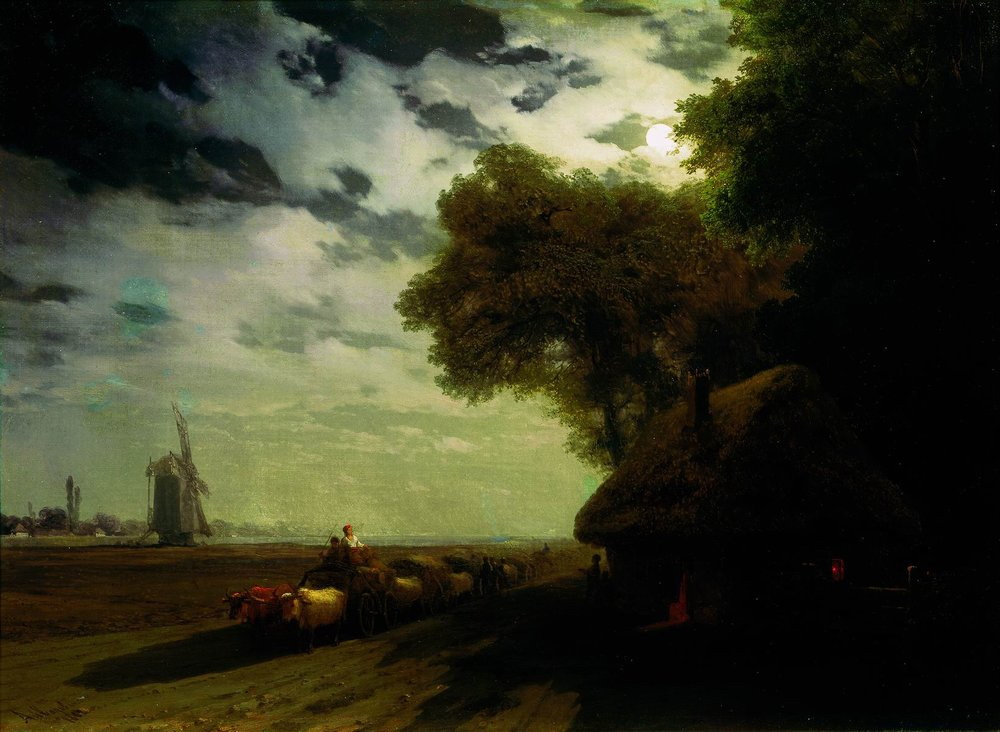
Іван Айвазовський, «Чумаки» (1885)

За словником Макса Фасмера, більшість визнаних мовознавців-славістів вважають походження слова «чумак» із тюркських мов, а саме — від турецького слова čоmаk (булава, довга палиця), уйгурського čоmаk (сильний, дужий) або турецького čumakdar (той, що носить булаву). Малоімовірним є походження від тюркського čum («бочка»). Порівняння із словом «чума́» лише віддзеркалює «народну етимологію», навіть якщо українські чумаки, що їздили за сіллю, як іноді стверджується, для запобігання чуми мазали свій одяг дьогтем.
Український дослідник Григорій Халимоненко вважає, що чумак походить від тюркського слова çomaq «пірнальник: той, що занурюється (у воду)». Це пов'язано з тим, що основний промисел чумаків був видобуток і торгівля сіллю, а це передбачає процес занурювання. Друга версія походження є від тюркського слова тумак — особа, в котрої один з батьків турок чи татарин, а інший — українець. Це пов'язано з тим, що чумацький торговий шлях був з Кримського ханства у Запорозьку січ, а тому, для уникнення пограбування чумаків повинні були приймати за своїх, як кримські татари, так і запорозькі козаки.
Термін «чумак» вперше згадується в писемних джерелах у 1637 р.

## Історія

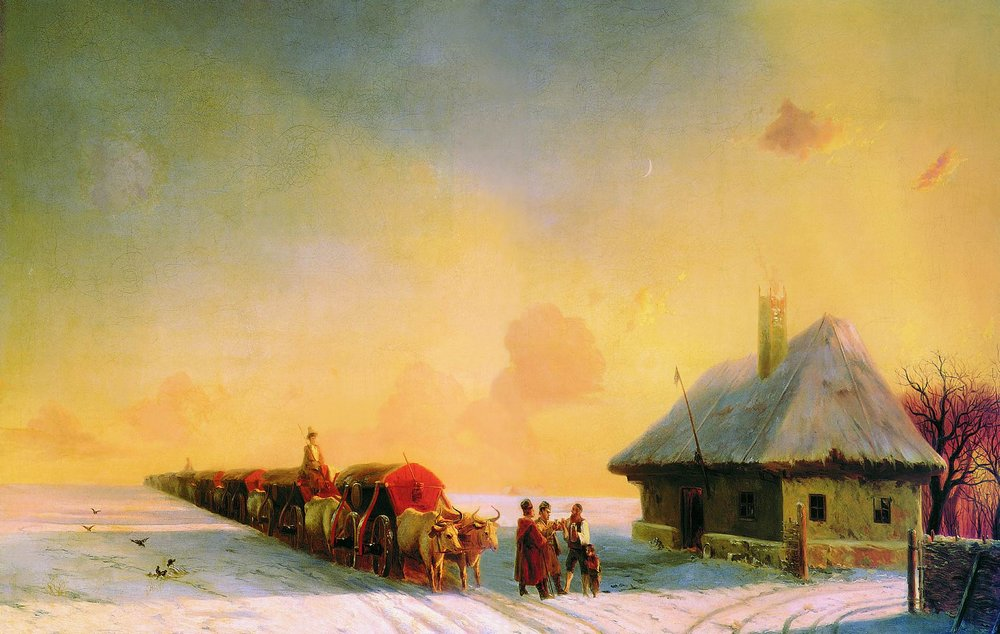
Іван Айвазовський, «Чумаки в Малоросії» (1870—1880)

Воли з возом

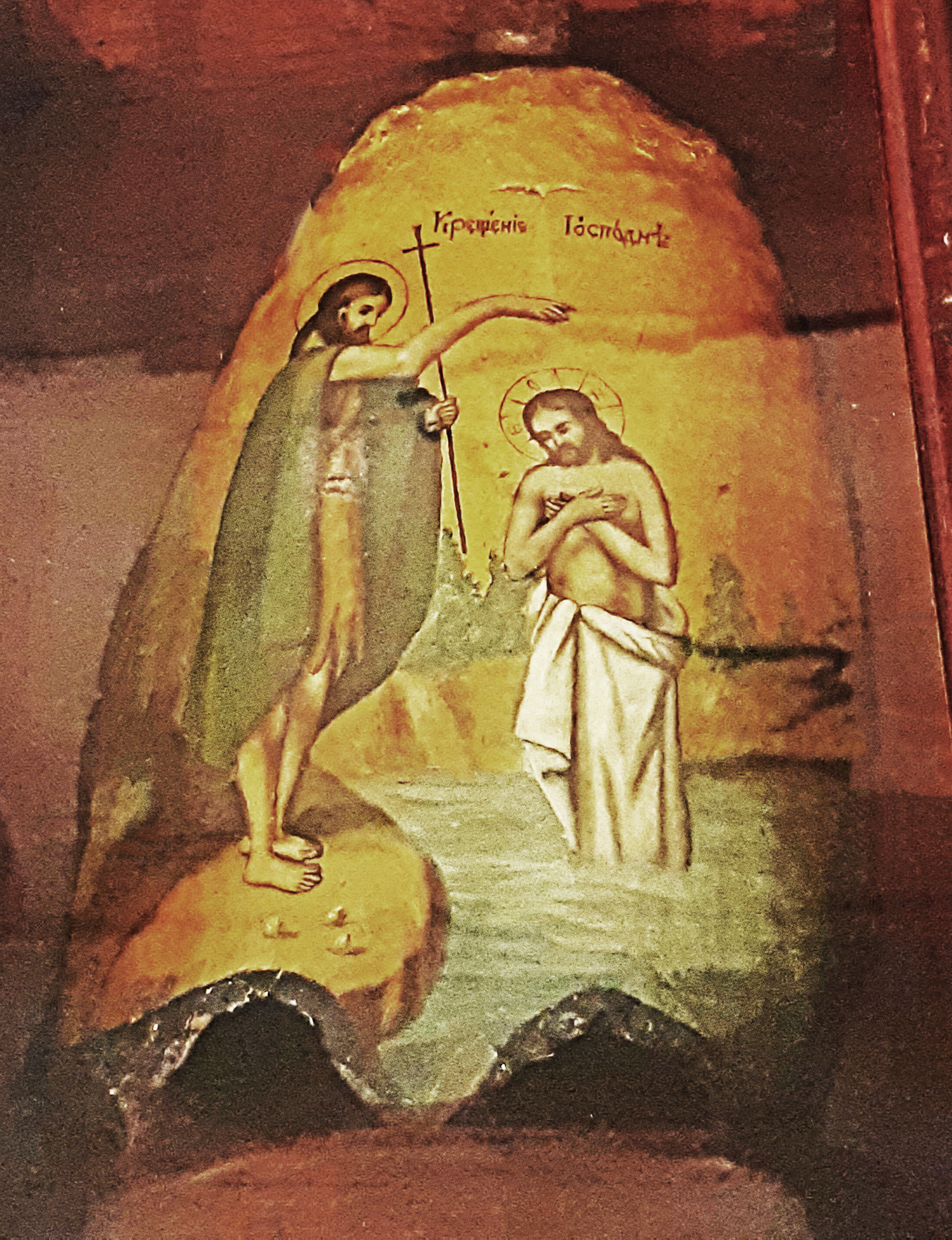
Чумацька ікона на рибі

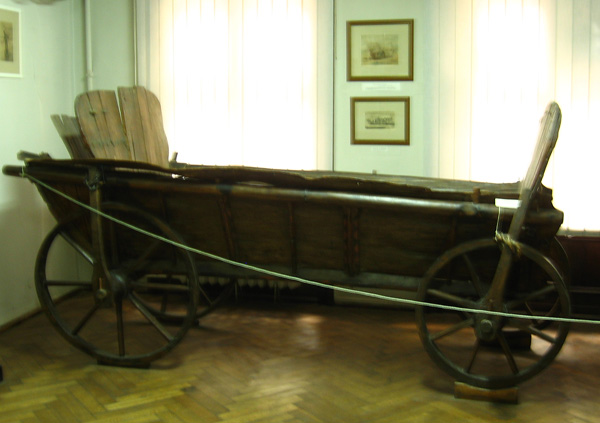
Чумацький віз-мажа. ЛІМ

Чумацтво було традиційною купецькою формою організації людей з давніх часів. Князь київський Мстислав Ізяславич звертається 1170-го року до мандрівних купців і вояків одночасно із закликом боронити дороги від Києва до моря, бо «вже в нас і Грецьку путь відбирають, і Соляну, і Залозну. А чи не лучче б було, браття, пошукати путей своїх дідів і батьків».
Про них згадує Рубріквіс у 1252 році, коли українці привозили до Теодозії куниць, соболії й інші хутра в критих возах, запряжених волами. То вже були знані аж до половини XIX ст. чумацькі мажі. Перші згадки про козаків (грамота міщан Києва 1499 року) — це передусім згадки власне про купців рибою, про чумаків, а пізніш уже про тих самих людей як про воєнних людей.
Чумаки торгували сіллю, що її привозили в Україну з Криму, чорноморського й азовського узбереж, з Галичини, Донеччини і Надволжя; одночасно вони продавали в цих краях кустарні вироби, дерево, дьоготь, тютюн, горілку тощо.
Для перевезення товарів чумаки користувалися пароволовими і четвероволовими дерев'яними возами, т. зв. мажами. На пароволову мажу вантажили до 60 пудів солі.
Їздили чумаки валками до 100 і більше возів, що їх очолювали виборні отамани.
Постійна загроза нападу в південних степах з боку татарських загонів примушувала чумаків мати при собі зброю. Під час зупинок на ночівлю мажі ставили замкнутим чотирикутником, зручним для захисту.
Чумакування було найбільше поширене серед козацтва та селян різних категорій; у 15-18 ст. ст. воно розвивалося у зв'язку з козацтвом, і побут чумаків та козаків був подібний. Запорозькі козаки часто супроводили валки чумаків і обороняли їх від татар, зокрема при переправах через Дніпро; чумаки часто зимували в козацьких поселеннях (нерідко в Лузі).
В Україні було багато чумацьких шляхів, які з'єднували Лівобережжя та Слобожанщину з Запоріжжям і Кримом, Доном й Азовським морем; інші вели з Правобережжя і Лівобережжя до Галичини й Молдові. Головні шляхи мали назви: Чорний, Царгородський, Бакаїв, Муравський, Харківський.
Чумацькі валки формувалися ранньою весною (звичайно, виїздили в неділю), поверталися восени.
Для чумакування використовували т. зв. бессарабських волів полової масті з довгими рогами.
У 18 столітті — першій половині 19 століття чумакування стало одним із найвизначніших позахліборобських занять селян і козаків. У другій половині 18 століття — першій половині 19 століття воно було також основним видом транспорту на Наддніпрянщині. Головним вантажем був хліб, експортований за кордон через Одеський та інші порти Чорного й Азовського морів, далі шкіра, мед, віск; привозили сіль, сушену рибу.
У XVIII столітті чумаки мали монополію на торгівлю сіллю, у 1830-1840 pp. лише на 50-60 %. Тоді привозили щороку 2,5-4 млн пудів солі і 600—900 тисяч пудів риби. Всього чумаки транспортували річно 60-80 млн пудів різних вантажів, у тому числі 25-40 млн пудів хліба. Вони обслуговували ярмарки, доставляли вантажі до Москви та інших міст Росії, Північного Кавказу, Білорусі, Польщі й Молдови.
Крім дрібних чумаків, які мали одну чи дві пари волів, виникли в другій половині XVIII століття великі чумацькі підприємства, які давали працю візникам чи наймитам, звичайно колишнім зубожілим чумакам. З багатих чумаків вийшли родини укр. капіталістів і діячів (Терещенки, Харитоненки та інші).
Чумакування занепало зі середини XIX століття і цілком зникло з розвитком залізничного та водного транспорту. Проте ще у 1880-х pp. нараховували 200 000 чумаків.
Чумакування мало своє відображення у побуті і способі життя (чумацькі села), матеріальній культурі і лексиці, фольклорі (чумацькі пісні), у літературі (Іван Котляревський, Тарас Шевченко, Григорій Квітка-Основ'яненко, Марко Вовчок, О. Рудиковський та ін.), у драматургії (Іван Карпенко-Карий та інші), образотворчому мистецтві (Тарас Шевченко, Іван Айвазовський, К. Трутовський, В. Орловський, Сергій Васильківський та ін.).

## Див. також

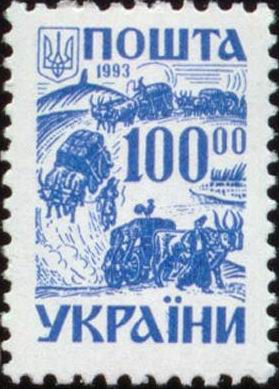
Марка Етнографічний сюжет «Давня Україна». Чумаки 1993.
Ідентифікатор: 11994. Введення в обіг: 18.12.1993. № за каталогом: 46